# Головохоботные
Головохо́ботные (лат. Cephalorhyncha) — группа первичнополостных червей, выделенная в 1980 году на основании сходства плана строения. Изначально в составе этого таксона рассматривали три группы: приапулид, киноринхов и волосатиков. В 1986 году автор концепции В. В. Малахов также отнёс к головохоботным лорицифер — микроскопических донных беспозвоночных, которые были описаны лишь в 1983 году (спустя три года после выдвижения гипотезы).
Более поздние филогенетические исследования выявили, что волосатиков следует объединять с круглыми червями (Nematoda), тогда как филогенетическое единство трёх оставшихся групп было подтверждено. Иными словами, было обнаружено, что головохоботные не представляют собой валидного голофилетического таксона, в связи с чем название Cephalorhyncha было практически выведено из употребления в зоологической литературе, а для группировки, состоящей из приапулид, киноринхов и лорицифер, было введено новое название — Scalidophora. В 2001 году датский зоолог Клаус Нильсен предложил возобновить использование названия Cephalorhyncha для обозначения групп, входящих в состав Scalidophora, что, однако, не было поддержано большинством исследователей.